# Iaido
Iaidô (em japonês:  居合道, iaidō) é a arte marcial japonesa do desembainhar da espada. Consiste em conjuntos de katas, técnicas ou movimentos que permitem ao praticante reagir de forma apropriada a determinadas situações.
É também chamado em algumas circunstâncias de iaijutsu (居合術), battōjutsu (抜刀術), porém com características práticas e filosóficas distintas. Não se deve confundir iaidō com kendō (剣道) ou kenjutsu (剣術), sendo artes complementares mas não substitutas.

## História

### Origens
A tradição e história do iaidō remontam cerca de 500 anos. A arte japonesa de desembainhar a espada começou provavelmente com Iizasa Choisai, o fundador do estilo Tenshin shōden Katori shintō-ryū. Essa escola incluía em seu currículo a prática com vários tipos de armas, desde o uso da katana e do bastão jō ao arremesso de faca e de naginata. Uma parte de seu currículo consistia na técnica de desembainhar rápido e golpear imediatamente com o uso de espadas, ou seja, o iai. Essa técnica era usada para autodefesa ou ataque preventivo.
Ao longo da história diferentes expressões foram utilizadas para se referir às técnicas do saque da espada durante o combate. Durante o período Muromachi (1392-1572) era chamado de battōjutsu. No período Edo ficou conhecido como iaijutsu.
É reputado a Hayashizaki Jinsuke Shigenobu (1542-1621), como em toda arte marcial, ter recebido inspiração divina para o desenvolvimento de sua técnica, assim como Iizasa Choisai. Inspiração essa que o levou a desenvolver um conjunto de técnicas que denominou Musō shinden jushin-ryū battōjutsu. Aqui, a palavra battō significa simplesmente desembainhar a espada.
O fator comum relevante em ambas às tradições (escolas) ou ryū, assim como em muitas outras tradições que lidavam com katana, era que suas práticas envolviam somente o uso de katas, sempre preconizando adversários imaginários em seus treinos.

### A origem do termo iaidô
A criação do termo iaidō é atribuída à Nakayama Hakudo (1869-1952), o fundador do estilo Musō shinden-ryū.
A denominação atual de iaidō é amplamente usada no meio marcial, em publicações especializadas japonesas e em eventos oficiais para se referir genericamente à todas escolas, antigas e modernas, que ensinam o iai. Porém existem críticos à esta denominação, como o mestre Nakamura Taizaburo (1912-2003) considerando mais correto utilizar o termo battodo, ou iai-battodo.
Ainda assim, atualmente o termo iaidō é amplamente usado para referenciar a prática do iai tanto nos koryū quanto nos sistemos modernos, como Seitei iai (制定居合) e Toho iai.

#### Organizações
As atividades do Seitei iaidō são mundialmente regidas e regulamentadas pela FIK (Federação Internacional de Kendô), fundada em 1970 e sediada no Japão. Até 2008 havia, filiadas na FIK, 47 entidades representantes de países.
No ano de 2006 a FIK passou a ser membro da General Association of International Sporting Federations (GAISF), entidade máxima do esporte mundial, que inclui outras entidades como FIFA, FIBA, FIVB, Federações Internacionais de Aikido, Judo, Jujitsu, Karate.
No Brasil o representante da FIK é a CBK (Confederação Brasileira de Kendô), reconhecida também pelo Ministério dos Esportes como entidade reguladora da prática do iaidô, kendô e jodô.
Nos últimos anos vem crescendo muito a prática do iaidō em dojos de kendō filiados à CBK em diversos estados do Brasil, como São Paulo, Rio de Janeiro, Pará, Bahia, Espírito Santo, entre outros. Existem também entidades filiadas à CBK exclusivamente para a prática do iaidō, como o Iaido Piratininga em São Paulo e a Aizen no DF.
Em Portugal a representante da FIK é a Associação Portuguesa de Kendô (APK), que também promove a prática do iaidō.
Em todos os dojos de entidades ligadas à FIK é amplamente estimulado que os praticantes aprendam também estilos tradicionais (koryū), visto que nos exames é obrigatória a demonstração de ao menos dois katas de iaidō koryū, além dos katas de Seitei iaidō.
Musō shinden-ryū
No Brasil um dos grandes conhecedores desse estilo é o Sensei Toshihiko Tsutsumi (7º Dan Renshi Iaidô), atual vice-presidente de Iaido da Confederação Brasileira de Kendô, discípulo de Hakuo Sagawa (9º Dan Hanshi Iaidô), discípulo do fundador do estilo Nakayama Hakudō (10° Dan Hanshi Iaidô).
Outro expoente importante é Jorge Kishikawa, discípulo direto de Kaminoda Tsunemori (8° Dan Hanshi Iaidô),.
Muso Jikiden Eishin-ryū
Atualmente o brasileiro mais graduado em Iaidô pela FIK é o sensei Alexandre Pereira (7º Dan Renshi Iaidô), residindo no Japão e praticante de Muso Jikiden Eishin Ryu, discípulo de Masakazu Oshita (8º Dan Hanshi Iaidô). Muitos praticantes do Brasil são discípulos dessa linhagem.

##### Sekiguchi-ryū
O sekiguchi-ryū iai (em japonês:  関口流) é um estilo de kobudo desenvolvido no Japão feudal há 400 anos.
Foi fundado orinalmente como um estilo de jujutsu (técnicas de combate desarmadas) por Sekiguchi Yarokuemon Ujishin. Seu filho mais velho, Sekiguchi Ujinari, foi seu sucessor, e adicionou as técnicas de espada, que constituíram o iai do estilo.
Durante o período Tokugawa, o sekiguchi-ryū se difundiu por todo o Japão. Posteriormente, o estilo se dividiu, sendo que o sekiguchi-ryū jujutsu mantém as técnicas de mãos vazias (mas ainda praticando uma pequena parte das técnicas de espada) e o sekiguchi-ryū iai, que ensina o currículo completo das técnicas armadas da escola.
O sekiguchi-ryū iai chegou ao século XX através do 14° Soke (grão mestre), Aoki Kikuo (também Soke do estilo niten ichi-ryū).
Atualmente o estilo se encontra representado por discípulos de Aoki Soke, como o Shihan Gosho Motoharu, Yoshimoti Kiyoshi e Yonehara Kameo (15° Soke).
O estilo se encontra razoavelmente bem difundido no Japão e no Ocidente. No Brasil é ensinado pelo Sensei Jorge Kishikawa, que é discípulo do Shihan Gosho Motoharu nos estilos niten Ichi-ryu e Sekiguchi Ryu.

##### Suiō-ryū

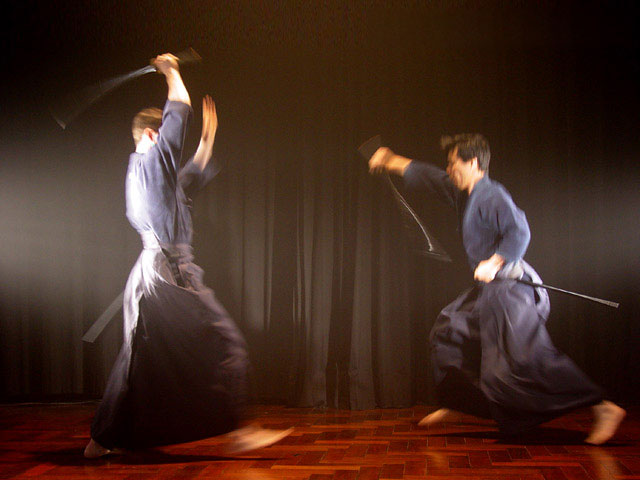
Suio Ryu

O suiō-ryū iai kenpō (em japonês:  水鷗流 居合 剣法) foi fundado por Mima Yoichizaemon Kagenobu (1577-1665), que em sua juventude estudou o estilo Musō Hayashizaki-ryū, além de técnicas de naginata dos Yamabushi (guerreiros das montanhas).
No suiō-ryū, além das técnicas de iai executadas solo, também se pratica o kumi iai, katas de iai executados em duplas. Visa a aplicação direta do iai em combate.
O 15° Soke é o mestre Katsuse Yoshimitsu. Atualmente o estilo continua sendo praticado no Japão, Brasil, Argentina, Chile, Estados Unidos e Europa.
Na America do Sul o estilo é representado por Jorge Kishikawa, discípulo do Soke Katsuse Yoshimitsu.

##### Tenshin shōden Katori shintō-ryū
O tenshin shōden Katori shintō-ryū (em japonês:  天真正伝香取神道流) é o mais antigo estilo de kobudo existente. Foi fundado por Iizasa Chosai Ienao há aproximadamente 700 anos.
Possui 16 katas de iai em seu currículo, divididas em três conjuntos:
1. Omote no iai : 6 katas
2. Tachiai battōjutsu : 5 katas
3. Gokui no iai: 5 katas

O Sensei Jorge Kishikawa é Shidosha (mestre) e representante do estilo na America do Sul..